# Liste der Brücken in Berlin/E

## Erläuterung
- (Musterbrücke) = in Klammern gesetzt: namenlose Brücken.
- Musterbrücke = kursiv gesetzt: ehemalige Brücken. (Siehe ausführlich: Aufbau der Listen)

| Fotografie                                                                                                   | Name der Brücke                                                                             | Ortsteil                        | Anmerkungen | Lage                  |
| --- | ------------------------------------------------------------------------------------------- | ------------------------------- | --- | --------------------- |
| | Ebertbrücke                                                                                 | Mitte                           | Die Ebertbrücke ist eine zwischen der Monbijoubrücke und der Weidendammer Brücke gelegene Straßenbrücke über die Spree. Sie verbindet die Tucholskystraße mit der Geschwister-Scholl-Straße. Seit 1820 gab es an dieser Stelle eine erste Spreequerung, die 1893/1894 durch ein repräsentatives Bogenbauwerk ersetzt wurde. Nach Umbauarbeiten im Zuge des Baus der Nordsüd-S-Bahn und einer Sprengung am Ende des Zweiten Weltkrieges existierte fast 50 Jahre lang keine Brücke an dieser Stelle. Die seit 1992 vorhandene Stahlbalkenbrücke ist ein Provisorium. | Karten                |
| | Edenkobener Steg                                                                            | Lankwitz                        | Der Edenkobener Steg ist eine einfeldrige genietete Fachwerkkonstruktion über den Teltowkanal am Kilometer 20,18. Die Fußgängerbrücke verläuft in Verlängerung der Albrechtstraße und verbindet die Ortsteile Steglitz und Lankwitz des Bezirks Steglitz-Zehlendorf. Etwa an dieser Stelle wurde die ursprüngliche Karl-Lange-Brücke im April 1945 zerstört. Bevor der Edenkobener Steg angelegt wurde, überbrückte dieser Steg die Hafeneinfahrt vom Teltowkanal in den Frachthafen Steglitz und war damit eine Leinpfadbrücke für die Treidelbahn. An den Hafenanlagen wurden Brücken über die Hafeneinfahrt gebaut, damit die Loks die Schiffe am Hafen vorbeiziehen konnten. | Karten                |
| | Egidysteg                                                                                   | Waidmannslust, Hermsdorf        | Der Steg überquert das Tegeler Fließ zwischen der Waidmannsluster Egidystraße und der Jagowstraße in Hermsdorf. | Karten                |
| | Eichwerdersteg                                                                              | Lübars, Hermsdorf               | Der Steg überquert das Tegeler Fließ zwischen dem Lübarser "Am Rohrbusch" und der Veltheimstraße in Hermsdorf. | Karten                |
| | (Eisenbahnbrücke) Rudower Chaussee am S-Bahnhof Adlershof                                   | Adlershof                       | Die in den Jahren 2005–2008 total erneuerte dreiteilige namenlose Brücke führt die Görlitzer Bahn über die Rudower Chaussee und verläuft parallel zum Adlergestell. Die erste Brücke an dieser Stelle entstand in der Folge der Verlegung der Gleise der Görlitzer Bahn auf einen Damm und der Errichtung des Bahnhofs Adlershof-Alt-Glienicke 1905–1907. Die Durchfahrtshöhe zwischen der Rudower Chaussee und der Brückenunterkante war geringer als das Normalmaß, wodurch es häufig zum Steckenbleiben von Lkw kam. Die Erneuerungsarbeiten der Deutschen Bahn an ihren Anlagen, hier insbesondere der Neubau des S-Bahnhofs Adlershof und seiner Verlegung direkt auf die Brücke, bedingten einen Brückenneubau. Es entstand eine Stahl-Betonbrücke mit Betonwiderlagern, die beidseitig in der Mitte Treppenaufgänge enthalten. Die Spannweite beträgt mehr als 40 Meter, weil die Rudower Chaussee in diesem Bereich von 15 auf 34 Meter verbreitert wurde. Die drei parallelen Brückensegmente sind 5, 8,3 und 15 Meter breit. Direkt unter der Bahnhofsbrücke entstand ein Umsteigepunkt zwischen S-Bahn und Straßenbahn bzw. Omnibussen. Der Neubau kostete rund 25 Mio. Euro. | Karten                |
| | (Eisenbahnbrücke) Puschkinallee                                                             | Alt-Treptow                     | Die Puschkinallee wird in der Nähe des S-Bahnhofes Treptower Park von einer namenlosen Eisenbahnbrücke für die Ringbahn und die dort einmündende Görlitzer Bahn überquert. | Karten                |
| Eisenbahnbrücke links, rechts davon die Ringbahnbrücke Oberspree                                             | (Eisenbahnbrücke) Oberspree                                                                 | Alt-Treptow / Friedrichshain    | Diese stählerne Bogenbrücke wurde 1902 zur Überführung der Ringbahn über die Spree gebaut. Sie liegt südöstlich neben der älteren Ringbahnbrücke Oberspree und trägt an ihrer südöstlichen Seite die Parkwegbrücke. In den 1990er Jahren wurde die Brücke auf den alten Fundamenten neu gebaut. | Karten                |
| | (Eisenbahnbrücke) Baumschulenstraße                                                         | Baumschulenweg                  | Die namenlose Brücke führt am Bahnhof Baumschulenweg die Görlitzer Bahn über die Baumschulenstraße. | Karten                |
| Neue Eisenbahnbrücke über den Kanal                                                                          | (Eisenbahnbrücke) Britzer Verbindungskanal                                                  | Baumschulenweg                  | Die namenlose Brücke führt die Görlitzer Bahn am Kilometer 31,09a über den Britzer Verbindungskanal. | Karten                |
| | (Eisenbahnbrücke) Straße Alt-Biesdorf                                                       | Biesdorf                        | Die namenlose Eisenbahnbrücke überbrückt die nördliche und südliche Fahrbahn der Straße Alt-Biesdorf (Teilstück der Bundesstraße B1/B5) in Höhe der Braunsdorfstraße. Sie ist 42 Meter lang und etwas mehr als 6 Meter breit. | Karten                |
| | (Eisenbahnbrücke) Bahnhofstraße                                                             | Blankenburg                     | Die namenlose Eisenbahnbrücke führt auf der Trasse der ehemaligen Stettiner Bahn die Gleise der S- und Regionalbahn über die Blankenburger Bahnhofstraße. | Karten                |
| | (Eisenbahnbrücke) Bleibtreustraße                                                           | Charlottenburg                  | Über die Bleibtreustraße führt eine namenlose Brücke der Berliner Stadtbahn, auf der S-, Regional- und Fernbahnen verkehren. | Karten                |
| Charlottenburger Verbindungskanalbrücke                                                                      | (Eisenbahnbrücke) Charlottenburger Verbindungskanal                                         | Charlottenburg                  | Die namenlose Brücke führt sechs Eisenbahngleise über den Charlottenburger Verbindungskanal kurz vor dem Zusammentreffen mit dem Westhafenkanal. | Karten                |
| | (Eisenbahnbrücke) Fasanenstraße                                                             | Charlottenburg                  | Über die Fasanenstraße führt eine namenlose Brücke der Berliner Stadtbahn, auf der S-, Regional- und Fernbahnen verkehren. | Karten                |
| | (Eisenbahnbrücke) Grolmanstraße                                                             | Charlottenburg                  | Über die Grolmanstraße führt eine namenlose Eisenbahnbrücke, auf der S-, Regional- und Fernbahnen verkehren. | Karten                |
| | (Eisenbahnbrücke) Hertzallee                                                                | Charlottenburg                  | Die namenlose Brücke überführt die Gleise der Berliner Stadtbahn über die Hertzallee. | Karten                |
| | (Eisenbahnbrücke) Bahnbrückenkomplex Holtzendorffstraße                                     | Charlottenburg                  | Diese Mehrfachkonstruktion führt die S-Bahn- und Ferngleise der Berliner Stadtbahn über die Holtzendorffstraße. | Karten                |
| | (Eisenbahnbrücke) Kantstraße                                                                | Charlottenburg                  | Über die Kantstraße führt eine namenlose Eisenbahnbrücke, auf der S-, Regional- und Fernbahnen verkehren. | Karten                |
| | (Eisenbahnbrücke) Knesebeckstraße                                                           | Charlottenburg                  | Über die Knesebeckstraße führt eine namenlose Eisenbahnbrücke, auf der S-, Regional- und Fernbahnen verkehren. | Karten                |
| | (Eisenbahnbrücke) Tegeler Weg am Bahnhof Jungfernheide                                      | Charlottenburg                  | Die Jungfernheidebrücke, offiziell Eisenbahnbrücke am Bahnhof Jungfernheide genannt führt sechs Gleise und einen Fußweg über die Spree und den südlichen Beginn des Schleusenkanals der Schleuse Charlottenburg in Berlin. Die Fußgängerverbindung geht vom Tegeler Weg direkt in den nördlichen Teil des Schlossparkes Charlottenburg. | Karten                |
| | (Eisenbahnbrücke) Schlüterstraße                                                            | Charlottenburg                  | Über die Schlüterstraße führt eine namenlose Eisenbahnbrücke, auf der S-, Regional- und Fernbahnen verkehren. | Karten                |
| | (Eisenbahnbrücke) Uhlandstraße                                                              | Charlottenburg                  | Über die Uhlandstraße führt eine namenlose Eisenbahnbrücke, auf der S-, Regional- und Fernbahnen verkehren. | Karten                |
| | (Eisenbahnbrücke) Westkreuz nordost                                                         | Charlottenburg                  | Zwischen den S-Bahnhöfen Messe Nord/ICC und Charlottenburg befand sich früher eine Verbindungskurve. Sie querte die S-Bahn-Gleise zwischen den Bahnhöfen Westkreuz und Charlottenburg über eine namenlose Brücke. | Karten                |
| | (Eisenbahnbrücke) Bahnbrückenkomplex Leibnizstraße                                          | Charlottenburg                  | Diese namenlose Mehrfachkonstruktion führt die S-Bahn- und Ferngleise der Berliner Stadtbahn über die Leibnizstraße. | Karten                |
| | (Eisenbahnbrücke) Bahnbrückenkomplex Lewishamstraße                                         | Charlottenburg                  | Diese namenlose Mehrfachkonstruktion führt die S-Bahn- und Ferngleise der Berliner Stadtbahn über die Lewishamstraße. | Karten                |
| | (Eisenbahnbrücke) Wielandstraße                                                             | Charlottenburg                  | Über die Wielandstraße führt eine namenlose Eisenbahnbrücke, auf der die S-, Regional- und Fernbahnen verkehren. | Karten                |
| | (Eisenbahnbrücke) Bahnbrückenkomplex Wilmersdorfer Straße                                   | Charlottenburg                  | Diese namenlose Mehrfachkonstruktion führt die S-Bahn- und Ferngleise der Berliner Stadtbahn über die Wilmersdorfer Straße. | Karten                |
| | (Eisenbahnbrücke) Bahnbrückenkomplex Windscheidstraße                                       | Charlottenburg                  | Diese namenlose Mehrfachkonstruktion führt die S-Bahn- und Ferngleise der Berliner Stadtbahn über die Windscheidstraße, die sich südwärts in Berlin-Wilmersdorf als Droysenstraße fortsetzt. Die Brücke weist eine Gesamtbreite von ca. 71 m auf und ist um 22 m breit. | Karten                |
| | (Eisenbahnbrücke) Handjerystraße                                                            | Friedenau                       | Über die Handjerystraße führt eine namenlose Eisenbahnbrücke der Berliner Ringbahn. | Karten                |
| | (Eisenbahnbrücken) Straße Alt-Friedrichsfelde, Bahnbrücken nordöstlich des Tierparkgeländes | Friedrichsfelde                 | Die namenlosen beiden Eisenbahnbrücken führen den Berliner Außenring über die Straße Alt-Friedrichsfelde. Die nicht genutzten Widerlager zwischen den Brücken und westlich von ihnen mit horizontalen Absätzen für den späteren Einbau von Verblendsteinen sind Relikte der nicht verwirklichten Eisenbahnplanung des Nationalsozialismus für die Welthauptstadt Germania. Auf dem oberen Bild ist die Betonbalkenkonstruktion der östlichen Brücke 2 zu erkennen, auf dem unteren Bild die Widerlager nicht ausgeführter Gleisanlagen. Die beiden Bahnbrücken liegen rund 114 m auseinander. Die Länge der Brücken beträgt etwa 30 m, Brücke 1 ist knapp 4 m breit, Brücke 2 etwa 5 m. | Karten                |
| | (Eisenbahnbrücke) Friedenhorster Straße                                                     | Friedrichsfelde                 | Die namenlose Brücke führt die VnK-Strecke über die Friedenhorster Straße, die damit eine Anbindung an die Kleingartenanlagen „Frühauf“ und „Gute Hoffnung“ in Karlshorst erhält. Die Brücke ist 21 Meter lang und 8,5 Meter breit. | Karten                |
| | (Eisenbahnbrücke) Frankfurter Allee                                                         | Friedrichshain                  | Die namenlose Bahnbrücke besteht bereits seit 1867, sie wurde jedoch inzwischen mehrfach erneuert. Sie führt die Berliner Ringbahn über die Frankfurter Allee. Die Stahlträgerbrücke hat eine Länge von 64 m und ist 20 m breit. An die Brücke schließt der S-Bahnhof Frankfurter Allee an, unterhalb der Brücke befindet sich der gleichnamige U-Bahnhof der U-Bahn-Linie 5 | Karten                |
| | (Eisenbahnbrücke) Gürtelstraße                                                              | Friedrichshain                  | Die namenlose Brücke führt zwei Gleispaare der Berliner Ringbahn über die Gürtelstraße. Die Brücke wurde 1871 für die Eisenbahndirektion Berlin fertiggestellt. Das schräg über die Straße verlaufende Bauwerk ist 50 Meter lang, etwa 16 Meter breit und besitzt ein Gewicht von 402 Tonnen. Vor ihren zahlreichen Reparaturen und Umbauten war die Brücke auf der Nordseite breiter. Obwohl die Durchfahrt für Fahrzeuge mit mehr als 3,8 Meter tatsächlicher Höhe verboten ist, haben hier schon zahlreiche Lastkraftwagen Zerstörungen verursacht. | Karten                |
| Eisenbahnbrücke aus Richtung Invalidensiedlung gesehen                                                       | (Eisenbahnbrücke) Staehleweg                                                                | Frohnau                         | Die namenlose Brücke der Nordbahn führt die hier eingleisige S-Bahn-Führung über den Staehleweg nach Westen zur Invalidensiedlung. Die sieben Meter breite und 14 Meter lange Brücke verfügt über 20 Meter breite Betonwiderlager auf beiden Seiten entlang der Straße, die den zweigleisigen Ausbau der Strecke ermöglichen würden. Die angegebene zulässige Durchfahrtshöhe beträgt 4,0 Meter. Die Brücke wurde 1992 mit dem Lückenschluss nach der Wende instand gesetzt und erneuert. Die angegebene zulässige Durchfahrtshöhe beträgt 4,0 Meter. Die Brücke über die Zerndorfer Allee bestand 1925 und führte damals den Hubertusweg von der Oranienburger Chaussee zur Kirschenallee nach Stolpe. Die Bahnstrecke wurde in Niveauhöhe angelegt, mit der Elektrifizierung wurde die Strecke um 1924 hochgelegt und dadurch das Brückenbauwerk erforderlich. | Karten                |
| Eisenbahnbrücke Gollanczstraße von Nordost her Richtung Stolpe, vormals führte die Zerndorfer Allee hindurch | (Eisenbahnbrücke) Gollanczstraße                                                            | Frohnau                         | Die namenlose Brücke der Nordbahn führt die hier eingleisige S-Bahn über einen schrägverlaufenden Fußweg von der Gollanczstraße westwärts über die Stadtgrenze nach Hohen Neuendorf. Der Fußweg stellt in seiner Breite die Fortsetzung der Berliner Straße dar ist aber unbefestigt. Die Stadtgrenze verläuft hier westlich der Eisenbahnstrecke und erstreckt sich dreieckig auf Brandenburger Gebiet. Die sieben Meter breite und 14 Meter lange Brücke verfügt über 20 Meter breite Betonwiderlager auf beiden Seiten entlang der Straße, die den zweigleisigen Ausbau der Strecke ermöglichen würden. Die angegebene zulässige Durchfahrtshöhe beträgt 3,0 Meter. Das Brückengeländer der Balkenbrücke besteht aus Stahlprofilen. Die Brücke wurde 1992 mit dem Lückenschluss nach der Wende instand gesetzt und erneuert und erneuert. Bemerkenswert ist diese Eisenbahnunterführung, da nach der KSZE 1975 die Einrichtung eines Nordübergangs mit Transitverkehr von West-Berlin nach Polen und Skandinavien im Gespräch war. Eine durchgehende Öffnung der Oranienburger Chaussee als Transitstraße war wegen des Entenschnabels nicht möglich. Diese Stelle war deshalb 1976 mit Führung über das ehemalige Vorwerk Zerndorf als Nordgrenzübergang von West-Berlin aus im Gespräch. Die Brücke über die Zerndorfer Allee bestand schon 1925 und führte die Allee von der Gartenstadt Frohnau zum Vorwerk Zerndorf und weiter nach Stolpe (Kirschenallee). Die Bahnstrecke wurde in Niveauhöhe angelegt, mit der Elektrifizierung wurde die Strecke um 1924 hochgelegt und dadurch das Brückenbauwerk erforderlich. | Karten                |
| Eisenbahnbrücke über die Schönfließer Straße, von Südwest her gesehen                                        | (Eisenbahnbrücke) Schönfließer Straße                                                       | Frohnau                         | Die namenlose Brücke der Nordbahn führt die hier eingleisige S-Bahn über die Straße, die nach Westen als Neubrücker Straße und nach Osten als Schönfließer Straße benannt ist. Die sieben Meter breite und 15 Meter lange Brücke verfügt über 20 Meter breite Betonwiderlager auf beiden Seiten entlang der Straße, die den zweigleisigen Ausbau der Strecke ermöglichen würden. Die angegebene zulässige Durchfahrtshöhe beträgt 4,0 Meter. Das Brückengeländer der Balkenbrücke besteht aus Stahlprofilen. Die Brücke wurde 1992 mit dem Lückenschluss nach der Wende instand gesetzt. Eine Brücke stand hier schon 1925, die Bahnstrecke wurde 1877 in Niveauhöhe angelegt, mit der Elektrifizierung wurde die Strecke um 1924 hochgelegt und dadurch das Brückenbauwerk erforderlich. Zwischen 1961 und 1990 verlief kein Bahnverkehr über den Bahndamm. Um den Spaziergang zu ermöglichen, wurde an der Brücke eine Fußgängertreppe angelegt. | Karten                |
| | (Eisenbahnbrücke) über die S-Bahn zwischen Westkreuz und Grunewald                          | Grunewald                       | Über die namenlose Eisenbahnbrücke führt die Fernbahnstrecke zwischen den Bahnhöfen Charlottenburg und Spandau über die S-Bahn-Gleise zwischen Bahnhöfen Westkreuz und Grunewald. | Karten                |
| | (Eisenbahnbrücke) Westkreuz ost                                                             | Halensee                        | Zwischen den S-Bahnhöfen Messe Nord/ICC und Charlottenburg befand sich früher eine Verbindungskurve. Sie querte über eine namenlose Eisenbahnbrücke die Verbindungskurve zwischen den S-Bahnhöfen Halensee und Charlottenburg. | Karten                |
| | (Eisenbahnbrücke) Westkreuz südost                                                          | Halensee                        | Über die Verbindungskurve zwischen den S-Bahnhöfen Halensee und Charlottenburg führt eine namenlose Eisenbahnbrücke, auf der die Regional- und Fernbahnen verkehren. | Karten                |
| Bellevue-Eisenbahnbrücke                                                                                     | (Eisenbahnbrücke) zwischen Bellevue-Ufer und Helgoländer Ufer                               | Hansaviertel                    | Die namenlose Brücke führt die Stadtbahn über die Spree. | Karten                |
| | (Eisenbahnbrücke) Altonaer Straße                                                           | Hansaviertel                    | Die namenlose Brücke führt die Stadtbahn über die Altonaer Straße. | Karten                |
| | (Eisenbahnbrücke) Bartningallee                                                             | Hansaviertel                    | Die namenlose Brücke führt die Stadtbahn über die Bartningallee. | Karten                |
| | (Eisenbahnbrücke) Claudiusstraße                                                            | Hansaviertel                    | Die namenlose Brücke führt die Stadtbahn über die Claudiusstraße. | Karten                |
| | (Eisenbahnbrücke) Cuxhavener Straße                                                         | Hansaviertel                    | Die namenlose Brücke führt die Stadtbahn über die Cuxhavener Straße. | Karten                |
| | (Eisenbahnbrücke) Joseph-Haydn-Straße                                                       | Hansaviertel                    | Die namenlose Brücke führt die Stadtbahn über die Joseph-Haydn-Straße. | Karten                |
| | (Eisenbahnbrücke) Hermsdorfer Damm                                                          | Hermsdorf                       | Die namenlose Brücke der Nordbahn führt die Gleise der S-Bahn über den Hermsdorfer Damm. | Karten                |
| | (Eisenbahnbrücke) Schulzendorfer Straße                                                     | Hermsdorf                       | Die namenlose Brücke der Nordbahn führt die Gleise der S-Bahn über die Schulzendorfer Straße. | Karten                |
| | (Eisenbahnbrücke) Sterndamm                                                                 | Johannisthal                    | Das Bauwerk führt die Görlitzer Bahn über den Sterndamm. | Karten                |
| Eisenbahn-Brückenkombination, von Osten; im Hintergrund der Tunnel unter dem Damm der S-Bahn                 | (Eisenbahnbrücke) Am Carlsgarten                                                            | Karlshorst                      | Die namenlose Brücke (auf dem Bild im Hintergrund) führt die Niederschlesisch-Märkische Eisenbahn über eine ehemalige Straße, die vom bis Mitte des 20. Jahrhunderts bestehenden Pferdetrainingsplatz östlich der Bahnanlagen bis zur Trabrennbahn Karlshorst führte. Sie verbindet die Verlängerte Waldowallee mit den Straßen Am Carlsgarten/Maria-Matray-Straße, ist aber nur noch ein Fußgänger- und Fahrradweg, der als gemauerter und verputzter Tunnel unter dem Bahndamm der S- und Fernbahn entlangführt. Am Tunnelbogen auf der Nordostseite findet sich eine historische, allerdings teilweise unleserliche Aufschrift: „Betreten“ (wahrscheinlich ‚verboten‘). „Achtung Rennpferde!“ und (wahrscheinlich ‚Kutschwagen‘) „Schritt fahren“. Die im Vordergrund des Bildes sichtbare Brücke aus zwei Stahlbeton-Trägern ist der Beginn einer Verbindungskurve, die die Niederschlesisch-Märkische Eisenbahn aus Richtung Karlshorst mit dem Rangierbahnhof Wuhlheide verbinden sollte, jedoch nie ausgeführt wurde. Die Eisenbahnbrücke wurde von der DB AG mit einem Strichcode eindeutig gekennzeichnet. Sie ist etwa 28 m lang und 9 m breit. | Karten                |
| | (Eisenbahnbrücke 1) Treskowallee                                                            | Karlshorst                      | Die namenlose Brücke führt die VnK-Strecke über die Treskowallee an deren nordwestlichem Beginn mit zwei Mittelstützen, zwischen denen die Straßenbahn verkehrt. Die Brücke ist 57,5 Meter lang und 6,5 Meter breit. | KartenOberTreskow-alt |
| Alte Brücke auf Stahlträger gestützt                                                                         | (Eisenbahnbrücke 2) Treskowallee                                                            | Karlshorst                      | Die namenlose Brückenkombination führt vier Bahngleise der Niederschlesisch-Märkischen Eisenbahn über die Treskowallee unmittelbar am S-Bahnhof Karlshorst. Bis 2014 handelte es sich um eine Einzelbrücke mit einer Länge von 19 Metern und einer Breite von 4 Metern. Etwa 9 Meter weiter südlich folgte das zweite Tragwerk mit einer Länge von 21 Metern und einer Breite von 12,5 Metern. Die Widerlager der Kombination standen so eng beieinander, dass die darunter verlaufenden Straßenbahngleise und die Fahrbahn stark eingeengt waren. Der Neubau der auf 31 m aufgeweiteten Brücke und der damit verbundene Umbau des S-Bahnhofs Karlshorst sind 2014 abgeschlossen worden. Eine entsprechende Verbreiterung der Straße wird jedoch voraussichtlich erst 2020 erfolgen. Das zweite Foto vom Oktober 2015 zeigt die neue Brücke mit einer runden Stahlbeton-Mittelstütze und die völlig erneuerten Eingangsbereiche zum Bahnhof. | Karten                |
| Rechte Seite ein Teil der Bahnhofstraßenbrücke                                                               | (Eisenbahnbrücke) Bahnhofstraße                                                             | Köpenick                        | Die Bahnbrücke überspannt die Bahnhofstraße im Bereich des S-Bahnhofs Köpenick an der Niederschlesisch-Märkischen Eisenbahn. | Karten                |
| | (Eisenbahnbrücke) Wuhle                                                                     | Köpenick                        | Auf der namenlosen Brücke überquert die Niederschlesisch-Märkische Eisenbahn in der Nähe des S-Bahnhofs Köpenick die Wuhle. | Karten                |
| | (Eisenbahnbrücke) Forum Köpenick                                                            | Köpenick                        | Die namenlose Brücke führt die Niederschlesisch-Märkische Eisenbahn über die Zufahrt zwischen der Straße Am Bahndamm und dem Parkhaus des Forums Köpenick. | Karten                |
| | (Eisenbahnbrücke) Hämmerlingstraße                                                          | Köpenick                        | Auf der namenlosen Brücke überquert die Niederschlesisch-Märkische Eisenbahn die Hämmerlingstraße in der Nähe des Stadions An der Alten Försterei. Ein Neubau wird erforderlich, wenn die Pläne für die Nordumfahrung Köpenick (Ost-West-Trasse) verwirklicht werden. | Karten                |
| | (Eisenbahnbrücke) Edenkobener Weg                                                           | Lankwitz                        | Auf der namenlosen Brücke überqueren die S-, Regional- und Fernbahnen den Edenkobener Weg. | Karten                |
| | (Eisenbahnbrücke) Tasdorfer Straße                                                          | Lichtenberg                     | Die namenlose Brücke führt die Übergangsgleise vom Bahnhof Lichtenberg zur Ringbahn schräg über die Tasdorfer Straße, die eine Verbindung zum Wohngebiet Frankfurter Allee Süd bildet. Die Brücke ist 25 Meter lang und 10 Meter breit. | Karten                |
| | (Eisenbahnbrücke) Wiesenweg                                                                 | Lichtenberg                     | Die namenlose Brücke führt Bahnanlagen der S- und Fernbahn über den Wiesenweg im Bereich Frankfurter Allee Süd. Die Brücke ist 14,3 Meter lang und etwa 20 Meter breit. | Karten                |
| | (Eisenbahnbrücke) Drakestraße                                                               | Lichterfelde                    | Die namenlose Bahnbrücke für die S-Bahn und die Stammbahn überquert die Drakestraße. | Karten                |
| | (Eisenbahnbrücke) Hönower Straße                                                            | Mahlsdorf                       | Auf der 1929 eröffneten namenlosen Brücke überquert die Preußische Ostbahn die Hönower Straße. Unter der Brücke befindet sich der Zugang zum S-Bahnhof Mahlsdorf. Die große Spannweite der Brücke rührt daher, dass die Hönower Straße ursprünglich vier Fahrstreifen erhalten sollte, von denen jedoch nur zwei angelegt wurden. | Karten                |
| Bahnbrücke über Dahmestraße                                                                                  | (Eisenbahnbrücke) Dahmeweg                                                                  | Marzahn                         | Die kurze namenlose Brücke unmittelbar am S-Bahnhof Poelchaustraße führt die Wriezener Bahn über eine Fußgängerunterführung, die eine Verbindung zwischen dem Dahmeweg und der Märkischen Allee herstellt. Sie ist etwa 27 Meter lang und 24 Meter breit. | Karten                |
| | (Eisenbahnbrücke) Marzahner Chaussee                                                        | Marzahn                         | Auf der namenlosen Brücke überquert die Preußische Ostbahn die Marzahner Chaussee. Östlich der Brücke befand sich bis 1975 der S-Bahnhof Friedrichsfelde-Ost, bevor er 500 m nach Westen an seinen heutigen Standort verlegt wurde. | Karten                |
| | (Eisenbahnbrücke) Neue Wuhle                                                                | Marzahn                         | Die Bahnbrücke mit Fußgängersteg führt eine Gleisanlage über den Fluss Neue Wuhle. Der östliche Kragarm für Fußgänger und Radfahrer verläuft im Straßenzug Borkheider Straße. Die Gesamtbreite beträgt 13,8 Meter, davon 5,3 Meter für den Steg. Die Brücke ist etwa 26 Meter lang. | Karten                |
| | (Eisenbahnbrücke) Friedrichstraße                                                           | Mitte                           | Die namenlose Brücke, auf der die Berliner Stadtbahn die Friedrichstraße überquert, ist ein viel befahrener Bahnviadukt am Bahnhof Friedrichstraße. Sie entstand im 19. Jahrhundert. | Karten                |
| | (Eisenbahnbrücke) Schiffbauerdamm, Reichstagufer                                            | Mitte                           | Die namenlose Brücke führt am Bahnhof Friedrichstraße die Gleise der Berliner Stadtbahn über den Schiffbauerdamm, die Spree und das Reichstagufer. Unterhalb der Eisenbahnbrücke verläuft eine Fußgängerbrücke, die nach dem Zweiten Weltkrieg angebracht wurde, um den zerstörten Schlütersteg zu ersetzen. | Karten                |
| | (Eisenbahnbrücke) Karl-Liebknecht-Straße                                                    | Mitte                           | Die namenlose Eisenbahnbrücke führt vier Gleise der Berliner Stadtbahn über die breit ausgebaute Karl-Liebknecht-Straße unmittelbar nordwestlich neben dem Bahnhof Alexanderplatz. Die Brücke besteht aus drei parallelen Tragwerken, die jeweils eine Betonmittelstütze aufweisen. Sie sind rund 55 Meter lang und ergeben zusammen eine Breite zwischen 21 und 25 Metern. Das Bauwerk wurde um das Jahr 2008 geringfügig angehoben, um die neu verlegte Straßenbahnlinie problemlos passieren zu lassen. | Karten                |
| | (Eisenbahnbrücke) Bahnbrückenkombination Holzmarktstraße / Krautstraße                      | Mitte                           | Die Brücke ist zirka 100 Meter lang, ihre Breite schwankt zwischen etwa 17 Meter (westlich) und 31 Meter (östlich). Sie führt mehrere sich auf der Brücke gabelnde Gleispaare der Berliner Stadtbahn über die Holzmarkt- und die Krautstraße. In der Mitte der Holzmarktstraße ruht sie auf einer Betonstütze. Direkt an der Zusammenführung beider Straßen befindet sich eine massive Auflagerfläche. | Karten                |
| | (Eisenbahnbrücke) Rosa-Luxemburg-Straße                                                     | Mitte                           | Die namenlose Eisenbahnbrücke führt vier Gleise der Berliner Stadtbahn über die Rosa-Luxemburg-Straße unmittelbar nordöstlich der früheren Zentralmarkthalle (heute Berlin Carree). Die Brücke ist ein kompaktes Bauwerk mit einer Länge von 25 Metern und einer Breite von 19 Metern. | Karten                |
| | (Eisenbahnbrücke) Rochstraße                                                                | Mitte                           | Die namenlose Eisenbahnbrücke führt vier Gleise der Berliner Stadtbahn über die Rochstraße und ist auf der südlichen Seite mit Platten verbreitert, sodass bei der Unterquerung eher ein tunnelartiger Eindruck entsteht. Die Brücke ist 13 Meter lang und 31 Meter breit. | Karten                |
| | (Eisenbahnbrücke) An der Spandauer Brücke                                                   | Mitte                           | Die namenlose Eisenbahnbrücke führt vier Gleise der Berliner Stadtbahn über die Straße An der Spandauer Brücke, sie ist rund 25 Meter lang und 20 Meter breit. | Karten                |
| | (Eisenbahnbrücke) Kleine Präsidentenstraße                                                  | Mitte                           | Die namenlose Eisenbahnbrücke führt vier Gleise der Berliner Stadtbahn über die Kleine Präsidentenstraße, sie ist rund 22 Meter lang und 19 Meter breit. | Karten                |
| | (Eisenbahnbrücke) Elsenstraße                                                               | Neukölln                        | Die namenlose ehemalige Eisenbahnbrücke führte die Gleise der ehemaligen Görlitzer Bahn über die Elsenstraße. Heute können sie Fußgänger benutzen. | Karten                |
| | (Eisenbahnbrücke) am Bahnhof Köllnische Heide                                               | Neukölln                        | Die namenlose Eisenbahnbrücke führt am S-Bahnhof Köllnische Heide den Abzweig zwischen den Bahnhöfen Neukölln und Baumschulenweg der S45, der S46 und der S47 über die Sonnenallee. | Karten                |
| | (Eisenbahnbrücke) Grenzallee                                                                | Neukölln                        | Die namenlose Eisenbahnbrücke führt den Abzweig zwischen den Bahnhöfen Neukölln und Baumschulenweg der S45, S46 und S47 über die Grenzallee. | Karten                |
| | (Eisenbahnbrücke) Karl-Marx-Straße                                                          | Neukölln                        | Die namenlose Eisenbahnbrücke führt am Bahnhof Neukölln die S41 und die S42 über die Karl-Marx-Straße. | Karten                |
| | (Eisenbahnbrücke) Kiehlufer                                                                 | Neukölln                        | Die namenlose Eisenbahnbrücke führt die S41 und die S42 über das Kiehlufer. | Karten                |
| | (Eisenbahnbrücke) Niemetzstraße                                                             | Neukölln                        | Die namenlose Eisenbahnbrücke führt die S41 und die S42 und den Abzweig der S45, S46 und S47 zum Bahnhof Köllnische Heide über die Niemetzstraße. | Karten                |
| | (Eisenbahnbrücke) Sonnenallee                                                               | Neukölln                        | Die namenlose Eisenbahnbrücke führt in der Nähe des Bahnhofs Sonnenallee die S41 und die S42 über die gleichnamige Straße. | Karten                |
| | (Eisenbahnbrücke) Rixdorfer Straße                                                          | Niederschöneweide               | Die namenlose Eisenbahnbrücke führt die Görlitzer Bahn über die Rixdorfer Straße. | Karten                |
| | (Eisenbahnbrücke) Grüntaler Straße                                                          | Pankow                          | Die namenlose Eisenbahnbrücke führt die Gleise der S-Bahnen S1 und S25 über die Grüntaler Straße. | Karten                |
| | (Eisenbahnbrückenkomplex) Esplanade                                                         | Pankow                          | Drei namenlose Eisenbahnbrücken führen die Gleise der S-Bahnen S2, S8 und S9 und der Regional- und Fernbahn über die Esplanade. | Karten                |
| | (Eisenbahnbrücke) Esplanade                                                                 | Pankow                          | Die namenlose Eisenbahnbrücke führt die Gleise der S-Bahnen S2, S8 und S9 über die Esplanade. | Karten                |
| | (Eisenbahnbrücke) Esplanade                                                                 | Pankow                          | Die namenlose Eisenbahnbrücke führt die Gleise der Regional- und Fernbahn über die Esplanade. | Karten                |
| | (Eisenbahnbrücke) Maximilianstraße                                                          | Pankow                          | Die namenlose Eisenbahnbrücke führt auf der Trasse der ehemaligen Stettiner Bahn die Gleise der S-Bahn über die Maximilianstraße. | Karten                |
| | (Eisenbahnbrücke) Maximilianstraße                                                          | Pankow                          | Die namenlose Eisenbahnbrücke führt auf der Trasse der ehemaligen Stettiner Bahn die Gleise der Regionalbahn über die Maximilianstraße. | Karten                |
| | (Eisenbahnbrücke) Mühlenstraße                                                              | Pankow                          | Die namenlose Eisenbahnbrücke führt auf der Trasse der ehemaligen Stettiner Bahn die Gleise der S- und Regionalbahn über die Mühlenstraße. | Karten                |
| | (Eisenbahnbrücke) Dammweg                                                                   | Plänterwald                     | Die namenlose Eisenbahnbrücke führt die Görlitzer Bahn über den Dammweg. | Karten                |
| | (Eisenbahnbrücke) Eichbuschallee                                                            | Plänterwald                     | Die namenlose Eisenbahnbrücke führt die Görlitzer Bahn über die Eichbuschallee. | Karten                |
| | (Eisenbahnbrücke) Kiefholzstraße                                                            | Plänterwald                     | Die namenlose Eisenbahnbrücke führt den Abzweig zwischen den Bahnhöfen Neukölln und Baumschulenweg der S46 und S47 über die Kiefholzstraße. | Karten                |
| | (Eisenbahnbrücke) Puderstraße                                                               | Plänterwald                     | Die namenlose Eisenbahnbrücke führt zwischen den Bahnhöfen Treptower Park und Plänterwald die S8, S85, S9 und die Görlitzer Bahn über die Puderstraße. | Karten                |
| | (Eisenbahnbrücke) Am Nordgraben                                                             | Reinickendorf                   | Die namenlose Eisenbahnbrücke führt die Gleise der Berliner Nordbahn über die Straße Am Nordgraben. | Karten                |
| | (Eisenbahnbrücke) Interessentenweg                                                          | Reinickendorf                   | Die namenlose Eisenbahnbrücke führt die Gleise der Berliner Nordbahn über den Interessentenweg. | Karten                |
| | (Eisenbahnbrücke) Klemkestraße                                                              | Reinickendorf                   | Der namenlose Eisenbahnbrückenkomplex, nach der Anzahl der Brücken Sieben Brücken genannt, führt die Gleise der Berliner Nordbahn und der Kremmener Bahn, ursprünglich auch der Heidekrautbahn, über die Klemkestraße. | Karten                |
| | (Eisenbahnbrücke) Kopenhagener Straße                                                       | Reinickendorf                   | Die namenlose Eisenbahnbrücke führt die Gleise der Berliner Nordbahn über die Kopenhagener Straße. | Karten                |
| | (Eisenbahnbrücke) Kopenhagener Straße                                                       | Reinickendorf                   | Die namenlose Eisenbahnbrücke führt die Gleise der Kremmener Bahn über die Kopenhagener Straße. | Karten                |
| | (Eisenbahnbrücke) Provinzstraße                                                             | Reinickendorf                   | Die namenlose Eisenbahnbrücke führt die Gleise der Nordbahn und der Kremmener Bahn über die Provinzstraße. | Karten                |
| | (Eisenbahnbrücke) Roedernallee                                                              | Reinickendorf                   | Die namenlose Eisenbahnbrücke führt die Gleise der Kremmener Bahn über die Roedernallee. | Karten                |
| | (Eisenbahnbrücke) Stengeweg                                                                 | Reinickendorf                   | Die namenlose Eisenbahnbrücke führt die Gleise der Kremmener Bahn über den Stengeweg. | Karten                |
| | (Eisenbahnbrücke) Wilhelm-Kuhr-Straße                                                       | Reinickendorf                   | Die namenlose Eisenbahnbrücke führt die Gleise der Kremmener Bahn, der Nordbahn und des Güterbahnhofs Schönholz über die Wilhelm-Kuhr-Straße. | Karten                |
| | (Eisenbahnbrücke) Wollankstraße                                                             | Reinickendorf                   | Die namenlose Eisenbahnbrücke führt die Gleise der Kremmener Bahn, der Nordbahn und des Güterbahnhofs Schönholz über die Wollankstraße. | Karten                |
| | (Eisenbahnbrücke) Neuer Feldweg / Wallensteinstraße                                         | Rummelsburg und Friedrichsfelde | Die namenlose Brücke führt die VnK-Strecke über den Neuen Feldweg, der damit eine Anbindung zur Wallensteinstraße in Karlshorst erhält. Die Brücke ist 26,3 Meter lang und 10,3 Meter breit. | Karten                |
| | (Eisenbahnbrücke 1) Schlichtallee                                                           | Rummelsburg                     | Die namenlose Brücke (im Vordergrund) führt Bahnanlagen der Niederschlesisch-Märkischen Eisenbahn schräg über die Schlichtallee. Die Brücke ist 34 Meter lang und 11,2 Meter breit. | Karten                |
| | (Eisenbahnbrücke 2) Schlichtallee                                                           | Rummelsburg                     | Die namenlose Brückenkonstruktion (im Hintergrund zu sehen) befindet sich etwa 160 Meter südöstlich der Brücke 1. Dieses Bauwerk führt fünf Gleise in drei getrennten Tragwerken über die tiefer gelegte Schlichtallee. Die Länge der Brücken liegt zwischen 25 und 28 Meter und ihre Gesamtbreite beträgt 30 Meter. | Karten                |
| | (Eisenbahnbrücke) Nöldnerstraße                                                             | Rummelsburg                     | Die namenlose Brücke führt die Bahnstrecke Berlin Frankfurter Allee–Berlin-Rummelsburg über die Nöldnerstraße. Die Brücke ist 19,6 Meter lang und 9 Meter breit. Die nördliche Fortsetzung dieser Brücke führt über die Bahnanlagen der Ostbahn und den parallel dazu verlaufenden Archibaldweg. | Karten                |
| | (Eisenbahnbrücke) Gotenstraße                                                               | Schöneberg                      | Die Brücke überführt die Berliner Ringbahn über die Gotenstraße. Sie wurde 1882–1883 und 1906 errichtet. Die Überbauten der S-Bahn-Gleise wurden nach 1990 erneuert. die Fernbahnüberbauten sind noch im ursprünglichen Zustand erhalten und werden von Hartungschen Säulen getragen. Für die Zukunft ist auch der Neubau des Fernbahnteils geplant. Die Brücke steht unter Denkmalschutz. | Karten                |
| | (Eisenbahnbrücke) Ballonfahrerweg                                                           | Schöneberg                      | Auf der namenlosen Eisenbahnbrücke überquert die Ringbahn östlich des Bahnhofs Südkreuz den Ballonfahrerweg. | Karten                |
| | (Eisenbahnbrücke) Dominicusstraße                                                           | Schöneberg                      | Auf den namenlosen Bahnbrücken überquert die S1 die Dominicusstraße. | Karten                |
| | (Eisenbahnbrücke) Prellerweg                                                                | Schöneberg                      | Der aus mehreren Überbauten bestehende namenlose Brückenkomplex führt die Gleise der S-, Regional- und Fernbahn der Anhalter und der Dresdener über den Prellerweg. | Karten                |
| | (Eisenbahnbrücke) Rubensstraße                                                              | Schöneberg                      | Die aus mehreren Überbauten bestehende namenlose Eisenbahnbrücke führt die Gleise der Wannseebahn und der nicht mehr genutzten Stammbahn über die Rubensstraße. Der Brückenteil der S-Bahn wurde 2012 erneuert, Teile der Fernbahnbrücke wurden hierbei abgerissen. | Karten                |
| | (Eisenbahnbrücke) Wilhelm-Kabus-Straße                                                      | Schöneberg                      | Die Brücke überführt die Berliner Ringbahn über die Wilhelm-Kabus-Straße. | Karten                |
| | (Eisenbahnbrücke) Altarm der Spree                                                          | Siemensstadt                    | Über die seit längerer Zeit nicht mehr genutzte stählerne namenlose Fachwerkbrücke über den Altarm der Spree führte früher die Siemensbahn in die Siemensstadt. Der Altarm der Spree entstand beim Bau der neuen Schleuse Charlottenburg. Er wurde inzwischen abgetrennt und für jeglichen Schiffsverkehr gesperrt. | Karten                |
| | (Eisenbahnbrücke) Jungfernheideweg                                                          | Siemensstadt                    | Über die seit längerer Zeit nicht mehr genutzte Brücke über den Jungfernheideweg führte früher die Siemensbahn. | Karten                |
| | (Eisenbahnbrücke) Lenther Steig                                                             | Siemensstadt                    | Über die seit längerer Zeit nicht mehr genutzte Brücke über den Lenther Steig führte früher die Siemensbahn. | Karten                |
| | (Eisenbahnbrücke) Popitzweg                                                                 | Siemensstadt                    | Über die seit längerer Zeit nicht mehr genutzte Brücke über den Popitzweg führte früher die Siemensbahn. | Karten                |
| | (Eisenbahnbrücke) Quellweg                                                                  | Siemensstadt                    | Über die seit längerer Zeit nicht mehr genutzte Brücke über den Quellweg führte früher die Siemensbahn. | Karten                |
| | (Eisenbahnbrücke) Rohrdamm                                                                  | Siemensstadt                    | Auf der namenlosen Eisenbahnbrücke überquert die stillgelegte Siemensbahn den Rohrdamm. Auf der Brücke befindet sich der S-Bahnhof Siemensstadt. | Karten                |
| | (Eisenbahnbrücke) Straße am Schaltwerk                                                      | Siemensstadt                    | Über die seit längerer Zeit nicht mehr genutzte Brücke über die Straße am Schaltwerk führte früher die Siemensbahn. | Karten                |
| | (Eisenbahnbrücke) Charlottenburger Chaussee                                                 | Spandau                         | Die namenlose Brücke führt die Gleise der Regionalbahn über die Charlottenburger Chaussee. | Karten                |
| | (Eisenbahnbrücke) Freiheit                                                                  | Spandau                         | Die namenlose Brücke führte die Gleise für die Kohlezüge über die Straße Freiheit zum Kraftwerkes Reuter. | Karten                |
| | (Eisenbahnbrücke) nördliche Klärwerkstraße                                                  | Spandau                         | Über die Klärwerkstraße führt eine namenlose Eisenbahnbrücke, auf der S-, Regional- und Fernbahnen verkehren. | Karten                |
| | (Eisenbahnbrücke) südliche Klärwerkstraße                                                   | Spandau                         | Über die Klärwerkstraße führt eine namenlose Eisenbahnbrücke, auf der die Anschlussgleise zum Güterbahnhof Ruhleben liegen. | Karten                |
| | (Eisenbahnbrücke) Grenadierstraße                                                           | Spandau                         | Über die Grenadierstraße führt eine namenlose Eisenbahnbrücke, auf der S-, Regional- und Fernbahnen verkehren. | Karten                |
| | (Eisenbahnbrücke) Pichelswerderstraße                                                       | Spandau                         | Über die Pichelswerderstraße führt eine namenlose Eisenbahnbrücke, auf der S-, Regional- und Fernbahnen verkehren. | Karten                |
| | (Eisenbahnbrücke) Spree                                                                     | Spandau                         | Die namenlose Brücke führte die Gleise für die Kohlezüge über die Spree am Kilometer 2,50 in Spandau zum Kraftwerkes Reuter. | Karten                |
| | (Eisenbahnbrücke) Stresowplatz                                                              | Spandau                         | Am Rande des Stresowplatzes führt eine namenlose Eisenbahnbrücke, auf der S-, Regional- und Fernbahnen verkehren. | Karten                |
| | (Eisenbahnbrücke) Attilastraße                                                              | Steglitz                        | Die namenlose Eisenbahnbrücke überquert die Bahn am S-Bahnhof Attilastraße. | Karten                |
| | (Eisenbahnbrücke) Hindenburgdamm                                                            | Steglitz                        | Die Bahnbrücke für die S-Bahn und die Stammbahn überquert den Hindenburgdamm. | Karten                |
| | (Eisenbahnbrücke) Wolfensteindamm                                                           | Steglitz                        | Die namenlose Bahnbrücke für die S-Bahn und die Stammbahn überquert den Wolfensteindamm. | Karten                |
| | (Eisenbahnbrücke) Waidmannsluster Damm                                                      | Tegel                           | Die namenlose Bahndammbrücke (Straßennummer 17225) führt westlich der Autobahnbrücke der A 111 die Bahnstrecke (S 1) mit 34 Metern über den Waidmannsluster Damm | Karten                |
| | (Eisenbahnbrücke) Teltowkanal                                                               | Tempelhof                       | Die Brücke – mitunter auch als Maulbronner Brücke bezeichnet – führt die Dresdener Bahn zwischen den Stationen Attilastraße und Marienfelde über den Teltowkanal am Kilometer 21,40 der künstlichen Wasserstraße. Die Bahnbrücke wurde 1988/1989 von der Ingenieurfirma Gregull + Spang im Auftrag der Berliner Senatsverwaltung für Stadtentwicklung neu errichtet. Sie ersetzte eine frühere Bahnbrücke aus dem Jahr 1905, die am Ende des Zweiten Weltkrieges schwer beschädigt war und nachfolgend nur notdürftig instand gesetzt wurde. Der Neubau ist eine zweiteilige jeweils 180 Tonnen schwere Stahlfachwerkbrücke. | Karten                |
| | (Eisenbahnbrücke) Teltowkanal                                                               | Tempelhof                       | Am Kilometer 25,205 führt die NME-Eisenbahnbrücke unterhalb der Gottlieb-Dunkel-Brücke über den Teltowkanal. Die Rixdorf-Mittenwalder Eisenbahn AG, die nach der Umbenennung von Rixdorf in Neukölln als Neukölln-Mittenwalder Eisenbahn (NME) firmiert, baute 1899/1900 eine 27 Kilometer lange Strecke von Mittenwalde über Brusendorf, Groß Kienitz, Selchow, Schönefeld, Rudow, Buckow und Britz zum Bahnhof Hermannstraße. Am 28. September 1900 um 6:18 Uhr machte sich der erste Zug von Mittenwalde nach Rixdorf auf die Strecke. Am 22. April 1945 wurde die NME-Brücke über den Teltowkanal von der Wehrmacht gesprengt. Die sowjetische Kommandantur sorgte dafür, dass am 17. Mai 1945 der Personen- und Güterverkehr zwischen Neukölln und Mittenwalde wieder aufgenommen werden konnte. | Karten                |
| | (Eisenbahnbrücke) Tempelhofer Damm                                                          | Tempelhof                       | Die namenlose Eisenbahnbrücke führt die Ringbahn am Bahnhof Tempelhof der S-Bahn Berlin über den Tempelhofer Damm. | Karten                |
| | (Eisenbahnbrücke) am Tiergartenufer                                                         | Tiergarten                      | Über den Überlaufkanal der Schleuse führt eine namenlose Eisenbahnbrücke, auf der die S-, Regional- und Fernbahnen verkehren. | Karten                |
| | (Eisenbahnbrücke) Müller-Breslau-Straße                                                     | Tiergarten                      | Über die Müller-Breslau-Straße führt eine namenlose Eisenbahnbrücke, auf der die S-, Regional- und Fernbahnen der Berliner Stadtbahn verkehren. | Karten                |
| | (Eisenbahnbrücke) Straße des 17. Juni                                                       | Tiergarten                      | Über die Straße des 17. Juni führt eine namenlose Eisenbahnbrücke, auf der die S-, Regional- und Fernbahnen verkehren. | Karten                |
| | (Eisenbahnbrücke) Unterschleuse                                                             | Tiergarten                      | Hinter der Unterschleuse des Landwehrkanals wird dieser von einer namenlosen Eisenbahnbrücke überquert, auf der die S-, Regional- und Fernbahnen verkehren. | Karten                |
| | (Eisenbahnbrücke) Dianastraße                                                               | Waidmannslust                   | Die namenlose Eisenbahnbrücke besteht aus 3 Tonnengewölben. Auf dem Foto links führen die Gleise der Berliner Nordbahn über die Dianastraße. Das mittlere Gewölbe wird als Lagerraum genutzt. Am rechten Bildrand ist ein Teil des Gewölbes zu sehen, welches das Tegeler Fließ überquert. | Karten                |
| | (Eisenbahnbrücke) Waidmannsluster Damm                                                      | Waidmannslust                   | Die namenlose Eisenbahnbrücke führt die Gleise der Berliner Nordbahn am S-Bahnhof Waidmannslust über den Waidmannsluster Damm. | Karten                |
| | (Eisenbahnbrücke) Bäkestraße                                                                | Wannsee                         | Die namenlose Brücke führt die S7 zwischen den Bahnhöfen Wannsee und Griebnitzsee über die Bäkestraße. | Karten                |
| | (Eisenbahnbrücke) Bäkestraße                                                                | Wannsee                         | Die namenlose Brücke führt die Regionalbahnen zwischen den Bahnhöfen Wannsee und Medienstadt Babelsberg über die Bäkestraße. | Karten                |
| | (Eisenbahnbrücke) Königstraße                                                               | Wannsee                         | Die namenlose Brücke führt die Wannseebahn und Regionalbahnen über die Königstraße. | Karten                |
| | Eisenbahnbrücke Machnower Straße                                                            | Wannsee                         | Die namenlose Brücke führte die stillgelegte Eisenbahn zwischen den Bahnhöfen Wannsee und Drewitz über die Machnower Straße. | Karten                |
| | (Eisenbahnbrücke) Teltowkanal                                                               | Wannsee                         | Die namenlose Brücke führt den Vorortverkehr der Wannseebahn (S-Bahn) bei Kohlhasenbrück über den Teltowkanal (am Kilometer 3,56 der Wasserstraße). | Karten                |
| | (Eisenbahnbrücke) Teltowkanal                                                               | Wannsee                         | Die namenlose Brücke führt die Ferngleise der Wetzlarer Bahn (Kanonenbahn) bei Kohlhasenbrück über den Teltowkanal (am Kilometer 3,64 der Wasserstraße). | Karten                |
| Eisenbahnbruecke Nordringanbindung Lehrter Bahnhof, Berlin                                                   | (Eisenbahnbrücke) Nordringanbindung Lehrter Bahnhof                                         | Wedding, Moabit                 | Die 570 Meter lange namenlose Brücke überquert die Lehrter Straße, den Spandauer-Schifffahrtskanal, das Friedrich-Krause-Ufer und die Perleberger Brücke für Fern- und Regionalzüge zwischen Hauptbahnhof und Gesundbrunnen. | Karten                |
| | (Eisenbahnbrücke) Cordesstraße                                                              | Westend                         | Über die Cordesstraße führt eine namenlose Eisenbahnbrücke, auf der die Regionalbahnen zwischen den Bahnhöfen Charlottenburg und Wannsee verkehren. | Karten                |
| | (Eisenbahnbrücke) Blissestraße                                                              | Wilmersdorf                     | Die namenlose Eisenbahnbrücke, parallel zur Bundesautobahn 100 überbrückt die Blissestraße. | Karten                |
| | (Eisenbahnbrücke) Hermsdorfer Straße                                                        | Wittenau                        | Die namenlose Eisenbahnbrücke führt die Gleise der Berliner Nordbahn über die Hermsdorfer Straße. | Karten                |
| | (Eisenbahnbrücke) Oranienburger Straße                                                      | Wittenau                        | Die namenlose Eisenbahnbrücke führt die Gleise der Berliner Nordbahn am S-Bahnhof Wittenau über die Oranienburger Straße. | Karten                |
| | (Eisenbahnbrücke) Schorfheidestraße                                                         | Wittenau                        | Die namenlose Eisenbahnbrücke führt die Gleise der Berliner Nordbahn in der Nähe des Nordgrabens über die Schorfheidestraße. | Karten                |
| | (Eisenbahnbrücke) Wilhelmsruher Damm                                                        | Wittenau                        | Die namenlose Eisenbahnbrücke führt die Gleise der Berliner Nordbahn am S-Bahnhof Wittenau über den Wilhelmsruher Damm. | Karten                |
| | Eiserne Brücke                                                                              | Mitte                           | Die Eiserne Brücke in Berlin-Mitte überquert den Kupfergraben – auch Spreekanal genannt – zwischen dem Alten Museum und dem Neuen Museum. Ihren Namen hat sie nach dem zweiten Bauwerk an der heutigen Stelle (oberes Bild), ist inzwischen jedoch eine Sandsteinbrücke. Sie zählt nach mehrmaligem Wiederaufbau und umfassenden Rekonstruktionen zu den ältesten Brücken Berlins. Das einbogige Bauwerk verbindet die Bodestraße mit der Straße Hinter dem Gießhaus. | Karten                |
| | Eiswerderbrücke                                                                             | Hakenfelde                      | Die Eiswerderbrücke, eine stählerne Fachwerkbogenbrücke, führt die Eiswerderstraße von der Spandauer Neustadt kommend zur Insel Eiswerder im Spandauer See der Havel. Sie wurde 1903 eröffnet. | Karten                |
| | Eldenaer Straßenbrücke                                                                      | Friedrichshain                  | Die Eldenaer Straßenbrücke führt die Eldenaer Straße, die sich danach als Scheffelstraße im Ortsteil Berlin-Lichtenberg fortsetzt, über die Ringbahn. Im Berliner Straßenverzeichnis ist diese Brücke als „Scheffelstraßenbrücke“ geführt, obzwar die Scheffelstraße an der Bezirksgrenze von Lichtenberg vor der Brücke endet. Auf der Karte Berlin 1:5000 ist nur der Name Eldenaer Straßenbrücke eingezeichnet. Es handelt sich um eine einfache Stahlbetonkonstruktion, die Mitte der 1920er Jahre zur kreuzungsfreien Querung der Gleisanlagen errichtet und in den 1990er Jahren erneuert wurde. Länge 82,5 m, Breite 22,2 m. Die Brücke führt über beide S-Bahngleise und im zweiten Abschnitt über die Fernbahngleise, dazwischen befindet sich eine Rampe. | Karten                |
| | Elisabethbrücke                                                                             | Kreuzberg – Mitte               | Die frühere Elisabethbrücke führte über den Luisenstädtischen Kanal zum Michaelkirchplatz. Sie wurde 1881–1882 erbaut und nach Elisabeth, Königin von Preußen benannt. |                       |
| | Elisabeth-Flickenschildt-Straßen-Brücke                                                     | Haselhorst                      | Die Elisabeth-Flickenschildt-Straßen-Brücke führt über den östlichen Abzugsgraben, der nicht zur Entwässerung, sondern als Antrieb für Pulvermühlen in der Spandauer Munitionsfabrik diente. | Karten                |
| | Elsenbrücke                                                                                 | Friedrichshain / Alt-Treptow    | Die Elsenbrücke ist eine Straßenbrücke, die Friedrichshain und Alt-Treptow miteinander verbindet. Benannt wurde sie nach der Elsenstraße, die ursprünglich bis an die Brücke heranführte. 1951 wurde durch eine Pioniereinheit der Sowjetarmee die Stralauer Brücke, eine 218 m lange Straßenbrücke auf Holzunterbau, östlich neben der Ringbahnbrücke errichtet. Sie stellte eine Straßenverbindung zum Berliner Zentrum her, ohne den West-Berliner Bezirk Kreuzberg durchqueren zu müssen. In den 1960er Jahren erforderte die starke Zunahme des Verkehrs eine leistungsfähige neue Spreequerung. 1968 wurde die heutige Elsenbrücke in Betrieb genommen, die Stralauer Brücke wurde 1970 abgetragen. Im Sommer 2018 wurden an dem Bauwerk erhebliche Schäden festgestellt, so dass die Brücke abgerissen und voraussichtlich bis zum Jahr 2028 neu errichtet wird. | Karten                |
| | Elsensteg                                                                                   | Neukölln                        | Der Fußgängersteg, beidseitig zu Beginn mit Stufen ausgestattet, stellt eine Verbindung im Zuge der Inn-/Elsenstraße und des Kiehl-/Weigandufers über den Neuköllner Schiffahrtskanal her. Die Bogenbrücke besteht aus einem eingespannten Stahlbeton-Bogen, auf dem die Stahlbeton-Gehbahn mit gemauerten Pfeilern aufgeständert ist. Ein schmiedeeisernes Ornament auf beiden Geländern enthält auf Bronze den Schriftzug Elsensteg und darunter das Wappen von Neukölln. Der Steg bekam offiziell am 18. Januar 1906 seinen Namen, der auf den ehemaligen Elsenbruch in der Nähe zurückgeht (Elsen = niederdeutscher Name für Erlen, Elsenbruch = Erlenbruch). Sehr wahrscheinlich wurde der Steg unmittelbar vor der Namensgebung erbaut. | Karten                |
| | (Elsgraben-Brücke)                                                                          | Ruhleben/Tiefwerder             | Die erste schmiedeeiserne Gitterbrücke in Deutschland ließ Friedrich Neuhaus in der Mitte des 19. Jahrhunderts über den Elsgraben anlegen. Der 1832 ausgehobene, bis 1886 schiffbare und bis 1930 wieder zugeschüttete Wassergraben verband die Spree über den Faulen See und Stößensee mit der Havel. Der Name der Brücke ist nicht bekannt. |                       |
| | Emil-Schulz-Brücke                                                                          | Lichterfelde                    | Die Emil-Schulz-Brücke ist eine Straßenbrücke in Lichterfelde über den Teltowkanal am Kilometer 17,01 der künstlichen Wasserstraße. Sie führt die Königsberger Straße über den Kanal. Gebaut wurde die heutige Brücke in den Jahren 1963 bis 1965 als Balkenbrücke in Stahlverbundbauweise. Das Bauwerk hat eine Gesamtlänge von ca. 65,0 m und eine Breite zwischen den Geländern von 27,61 m. Das eigentliche Brückentragwerk überspannt eine Stützweite von 47,0 m. Ende 2007 wurde eine Wirtschaftlichkeitsuntersuchung zur Frage: „Instandsetzung oder Neubau“ der Brücke in Auftrag gegeben. Aus wirtschaftlicher und technischer Sicht entschied man sich für die Instandsetzung des Brückenbauwerkes. Unmittelbar an der Brücke am Südufer steht in einem Glashaus eine Treidellok der ehemaligen Treidelanlage des Teltowkanals. | Karten                |
| | Ernst-Heilmann-Steg                                                                         | Kreuzberg                       | Der leicht gebogene Betonsteg von 1980 ist eine Fußgänger- und Radfahrerbrücke, die das Görlitzer Ufer über den Landwehrkanal mit der südlichen Lohmühleninsel verbindet. Er trägt den Namen des in Buchenwald ermordeten sozialdemokratischen Politikers Ernst Heilmann. | Karten                |
| | Ernststeg                                                                                   | Tegel                           | Der Ernststeg ist eine Fußgänger- und Radfahrerbrücke im Verlauf der Ernststraße über die Kremmener Bahn. 1924 entstand eine erste hölzerne Fußgängerbrücke mit sehr steilen Holztreppen anstelle des zuvor hier bestehenden Bahnübergangs. Nach dem Zweiten Weltkrieg erhielt die Brücke flacher geneigte Treppen. Im Jahr 1965 wurde sie durch eine Stahlkonstruktion mit Betonstufen ersetzt. Der Neubau der Autobahn erzwang 1983/1984 erneut einen Neubau, bestehend aus einem Stahltrog über den Gleisanlagen und zwei spindelförmige Rampen aus Beton. Dieser erhielt im Jahr 1987 eine auffällige Bemalung. | Karten                |
| Die Ernst-Keller-Brücke im Jahr 2009                                                                         | Ernst-Keller-Brücke                                                                         | Britz                           | Die Ernst-Keller-Brücke führt die Johannisthaler Chaussee zwischen Britz und Baumschulenweg (Späthsfelde) am Kilometer 30,68 über den Teltowkanal. Die heutige stählerne Stabbogenbrücke mit eingehängter Brückentafel wurde 2004 gebaut. Sie ersetzte eine erst 1993 für 2,7 Millionen DM errichtete Balkenbrücke mit Stahlüberbau und orthropher Platte. Der Ersatz nach nur elf Jahren war notwendig aufgrund des Neubaus der parallel zum Kanal geführten A 113 und der Anschlussstelle Johannisthaler Chaussee direkt an der Brücke. Unmittelbar nordöstlich anschließend führt die „Fanny-Zobel-Brücke“ über die Bundesautobahn. Der historische Vorgängerbau war eine genietete Stahl-Fachwerkbrücke, eingeweiht am 22. Oktober 1904 und gewidmet dem Gutsverwalter und ‑besitzer Ernst Keller, Ritterschaftsrat in Großziethen und Kreisdeputierter im Kreise Teltow. | Karten                |
| Die Eugen-Kleine-Brücke im Jahr 2009                                                                         | Eugen-Kleine-Brücke                                                                         | Lichterfelde                    | Die Einfeldträgerbrücke aus dem Jahr 1955 führt die Wismarer Straße über den Teltowkanal. Ihre Stahlbetonfahrbahnplatte ruht auf dem Oberflansch von sechs stählernen Vollwandträgern, die auf der Ebene der Untergurte durch eine genietete fachwerkartige horizontale Aussteifung an den Unterflanschen befestigt sind. Benannt wurde die Brücke nach dem Unternehmer und Bergrat Eugen Kleine (* 7. Juli 1867; † 31. Juli 1928), der auf dem Ostenfriedhof Dortmund bestattet wurde. Die Brücke war zeitweise Endpunkt der ehemaligen, 1925 in Betrieb genommenen Linie 71 der Straßenbahn (Weißensee, Rennbahnstraße – Lichterfelde-Süd, Eugen-Kleine-Brücke). An der Brücke steht ein Gedenkstein mit einer Gedenktafel zur Erinnerung an die Gefangenen des Außenlagers Lichterfelde des KZ Sachsenhausen, das sich an der Wismarer Straße befand. | Karten                |